# Corsèque

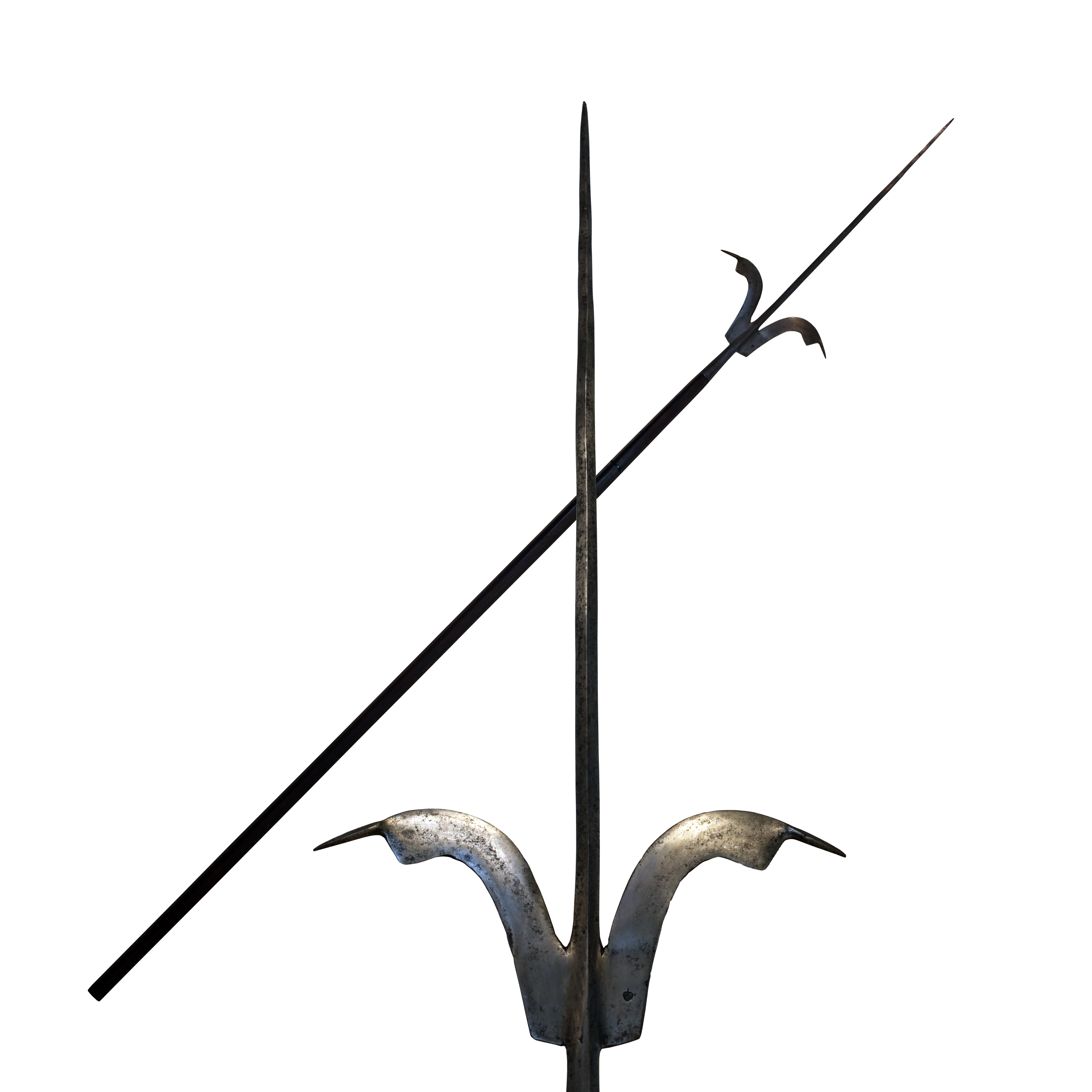
Corsèque, fin du, exposé au musée militaire du château de Morges.

La corsèque est une arme d'hast européenne, utilisée principalement en Italie et en France entre le XVe et le XVIIe siècle popularisée par les mercenaires corses au service des états italiens et du Royaume de France. Sa forme générale est celle d'une lance, dont la lame est complétée par des pointes latérales.